# Biblioteca del Reial Institut d'Estudis Asturians
La Biblioteca del Reial Institut d'Estudis Asturians (en asturlleonès: Biblioteca del Real Institutu d'Estudios Asturianos; BARIDEA) és una entitat pública encarregada del dipòsit del patrimoni bibliogràfic i documental d'Astúries.
La biblioteca i l'arxiu de l'Institut tenen la seu en el Palau Conde de Toreno, situat en ple centre històric d'Uviéu, entre l'edifici històric de la universitat i la catedral. La biblioteca està especialitzada en fons bibliogràfics i documentals sobre Astúries, autors i llurs obres en qualsevol camp del coneixement i és un dels centres de recerca i estudi propis amb els quals compta el RIDEA, institut que es va constituir formalment l'estiu de 1946, gràcies a la Diputació Provincial, que va cedir una part dels seus fons bibliogràfics, així com la petita part que es conservava de la biblioteca i de l'arxiu de la Societat Econòmica d'Amics del País d'Astúries, per a formar el nucli fundacional de l'actual biblioteca. El centre té com un dels seus principals objectius el suport a l'estudi i la recerca relacionats amb Astúries i amb la cultura asturiana.
La normativa per la qual es regeix la biblioteca és la Llei i el Reglament del RIDEA que estableixen que al capdavant hi hagi un "Bibliotecari Conservador", a part de la bibliotecària, que formi part de la Junta Directiva de l'Institut. La Llei també indica que el centre ha de coordinar-se amb les altres biblioteques i arxius de la comunitat «especialment amb la Biblioteca d'Astúries i amb l'Arxiu Històric d'Astúries». Igual que aquests, per als treballs tècnics se segueix la normativa nacional i internacional acceptada en tot l'Estat per a les biblioteques i arxius públics establerta en el BOE.

## Serveis
Els serveis més importants que ofereix són els següents:
- Consulta en sala de tots els fons bibliogràfics i documentals del RIDEA.
- Informació i referència relacionada amb la cultura asturiana, tant a la biblioteca com per mitjà dels sistemes habilitats a aquesta finalitat (telèfon, web, correu, etc.).
- Accés al Catàleg de la biblioteca, a la Xarxa de Biblioteques Públiques d'Astúries i als catàlegs col·lectius dels quals forma part, com són el Catàleg Col·lectiu del Patrimoni Bibliogràfic Espanyol o la Biblioteca Virtual del Principat d'Astúries (BVA), a través de la qual es coopera amb el portal digital Hispana i amb la biblioteca digital Europeana.
- Accés als inventaris d'arxiu dels fons propis, integrats al portal "Arxius d'Astúries"
- Accés al portal de Premsa Històrica del Ministeri de Cultura, amb el qual col·labora tot aportant-hi fons per a digitalitzar.
- Reproducció de documents bé per mitjà de fotocòpies o còpies digitals o mitjançant fotografies amb càmeres pròpies, tot seguint la legislació vigent.
- Préstec bibliogràfic o documental per a exposicions, publicacions o activitats culturals encaminades a difondre la història i la cultura asturianes.

## Fons
El conjunt bibliogràfic i documental que conformen la biblioteca i l'arxiu està organitzat en tres seccions:

### Biblioteca
La Biblioteca del Reial Institut d'Estudis Asturians compta amb més trenta mil títols de llibres i fulletons i s'organitza en tres seccions o fons:
- Fons Asturià: obres d'autors, temàtica o edició asturians.[3]
- Fons Antic: biblioteques que s'han mantingut individualitzades per la seva procedència sota el nom del propietari original, per ser aquests importants personalitats i institucions de la cultura asturians que han llegat, cedit o venut les seves biblioteques a l'Institut.[4] A més dels ja esmentats de la Diputació i de la Societat Econòmica, cal destacar una part de Biblioteca de catedràtic i rector de la Universitat d'Uviéu, Fermín Canella, la del seu fill Carlos Canella, la del bibliòfil i escriptor Màxim Forts Acevedo, la de l'historiador sierense Fausto Vigil, la de l'etnògraf i folklorista asturià Constantino Cabal, la donació de la Família Álvarez Buylla o la biblioteca de les empreses Figaredo, entre d'altres.
- Fons General: Format per les publicacions que l'Institut ha anat adquirint per intercanvi de les seves publicacions amb diferents instituts d'estudis locals i institucions espanyoles i estrangeres. Esment específic mereix en aquest apartat la donació d'una part del fons de l'Editorial Porrúa de Mèxic, els propietaris de la qual són d'origen asturià.

### Hemeroteca
L'hemeroteca del RIDEA està formada per uns 400 títols de revistes científiques i culturals que es reben per intercanvi amb les publicacions de l'Institut i per una petita col·lecció de periòdics antics, com el periòdic Castropol o diversos volums d'El Carbayón, o del periòdic Regió (1924-1958).

### Arxiu
Els fons arxivístics del RIDEA estan constituïts, a més de per l'arxiu de la pròpia institució, per altres fons documentals. L'arxiu està ordenat en dues seccions:
- Arxiu documental: Format per l'Arxiu de Valdecarzana, que reuneix l'Arxiu de la Casa Miranda (ss. XIII-XIX), una part de l'arxiu de la Col·legiata de Sant Pere de Teverga (ss. XIV-XIX) i de la seva filial, la Col·legiata de San Martín e Gurullés (ss. XV-XVIII); el ja esmentat Arxiu de la Societat Econòmica d'Amics del País d'Astúries (1780-1925); el Fons de la Casa Gómez de Berducedo (XVI-XIX), el del consorci d'empreses de la família Figaredo (1786-1950), el de la casa de Publicitat Brun (1950-1995) o el de José Ramón Tolivar Faes (1917-1995).[5]

- Arxiu fotogràfic: Format per una petita col·lecció de fotos en blanc i negre i color, entre les quals es troben les dedicades als monuments asturians dels famosos fotògrafs Mas (Barcelona) i Moreno (Madrid), així com de l'arquitecte restaurador de la catedral d'Uviéu Ferrant, o dels asturians Francisco Ruiz Tilve, Magín Berenguer, Francisco Sarandeses i Isidoro Cortina. També s'hi conserven les plaques de vidre del fotògraf d'OviedoLuis Muñiz Miranda (1850-1927).[6][7][8][9]